# Бургу (блюдо)
Бургу (англ. Burgoo) — мясное стью, похожее на ирландское рагу или Маллиган стью, которое часто подают с кукурузным хлебом или кукурузными маффинами. Его часто готовят на общественных мероприятиях. Популярно как способ сбора средств на благотворительные нужды на Среднем Западе и Юге Америки.

## Этимология
Термин неясного происхождения, возможно, от комбинации валлийских слов yeast (дрожжи) и cabbage (капуста).

## Приготовление
Традиционный бургу готовили из любого доступного мяса и овощей, иногда включая оленину, белку, опоссума, енота или диких птиц, блюдо часто ассоциировалось с осенью и сезоном сбора урожая. Сегодня местные барбекю-рестораны используют в своих рецептах определённое мясо, как правило, свинину, курицу или баранину, что вместе с используемыми специями создает уникальный вкус у каждого ресторана.
Типичный бургу — это сочетание мяса и овощей. Мясо — свинина, курица, баранина или говядина, часто копченые на гикори, но иногда встречаются и другие виды мяса. Распространённые овощи — это фасоль, кукуруза, окра, помидоры, капуста и картофель. Поскольку бургу — блюдо, приготовленное на медленном огне, крахмал из добавленных овощей приводит к загущению тушеного мяса. Однако загуститель, такой как кукурузная мука, молотые бобы, цельнозерновой или картофельный крахмал, можно использовать при приготовлении нетрадиционным способом. Также для вкуса можно добавить бульон (костный навар).
Ингредиенты комбинируются в соответствии с требуемым временем приготовления, сначала мясо, затем овощи и при необходимости загустители. Говорят, в хорошем бурге ложка может стоять. Яблочный уксус, острый соус, Вустерширский соус или молотый красный перец являются обычными приправами.

## Региональная популярность
Приготовление бургу в Кентукки часто служит совместной акцией и социальным мероприятием, на котором каждый участник приносит один или несколько ингредиентов. В Кентукки и соседних штатах, таких как Индиана, бургу часто используют для сбора средств в школах. Это было заявлено как изобретение семьи Олли Бирда, бывшего игрока Высшей лиги бейсбола.
Многие города гордятся своим бургу, и это обычное явление на местных мероприятий. Деревня Арензвилль, штат Иллинойс, заявляет о себе как о родине лучшего в мире бургу и ежегодно проводит фестиваль бургу, как и Чандлервилль, штат Иллинойс, оба в округе Касс. Несколько городов претендуют на звание мировой столицы бургу, в том числе Лоуренсбург, штат Кентукки, Оуэнсборо, штат Кентукки, и Франклин, штат Иллинойс. В Брайтоне, штат Иллинойс, местный традиционный бургу готовится и подается ежегодно на деревенском летнем фестивале Betsey Ann Picnic. На конных скачках Дерби в Кентукки, часто подают бургу и считают его культовым блюдом.